# Pardosa ilgunensis
Pardosa ilgunensis là một loài nhện trong họ Lycosidae.
Loài này thuộc chi Pardosa. Pardosa ilgunensis được Josef Nosek miêu tả năm 1905.